# Carapeguá
Carapeguá è una città del Paraguay, situata nel dipartimento di Paraguarí. Il suo distretto è il più popolato tra i 17 distretti del dipartimento.

## Geografia
Carapeguá è situata ad 84 km a sud dalla capitale nazionale Asunción.

## Monumenti e luoghi d'interesse
- Chiesa dell'Immacolata Concezione

## Società

### Popolazione
Al censimento del 2002 la città contava una popolazione urbana di 5.427 abitanti (30.758 nel distretto).

## Caratteristiche
In lingua guaraní il nome significa “quelli in basso”. Fondata nel 1725 dal governatore spagnolo Martín de Barúa, la città è anche conosciuta come la “capitale del Poyvi”, un tessuto pesante e ornato che costituisce il vanto dell'artigianato nella zona.
Nel distretto esistono alcune piccole realtà industriali, in particolare nel settore della lavorazione del cuoio e in quello della trasformazione alimentare.

## Infrastrutture e trasporti
Carapeguá è attraversata dalla strada nazionale 1 che unisce Asunción con il sud del Paraguay e con l'Argentina.